# Gunpo
Gunpo is een stad in de Zuid-Koreaanse provincie Gyeonggi. De stad telt 313.000 inwoners.
Steden:
Ansan · Anseong · Anyang · Bucheon · Dongducheon · Gimpo · Goyang · Gunpo · Guri · Gwacheon · Gwangju · Gwangmyeong · Hanam · Hwaseong · Icheon · Namyangju · Osan · Paju · Pocheon · Pyeongtaek · Seongnam · Siheung · Suwon (hoofdstad) · Uijeongbu · Uiwang · Yangju · Yeoju · Yongin
Districten:
Gapyeong · Yangpyeong · Yeoncheon